# Gauradas
Gauradas Epigrammaticus (altgriechisch Γαυράδας) war ein antiker Dichter und Autor eines kunstvollen Gedichts in jambischen Trimetern in Form eines Dialogs zwischen Echo und ihrem Geliebten. Das von ihm in der Anthologia Palatina (16,152) überlieferte Epigramm ist eines der frühesten und bekanntesten Beispiele für ein Echogedicht. Das Thema wird in der Anthologia Palatina mehrfach behandelt, etwa von Archias (9,27), Euodos (16,155), Satyros (16,153) und einem anonymen Dichter (16,156). Genaueres ist über den Dichter nicht bekannt. Möglicherweise war er ein Byzantiner des 5. oder 6. Jahrhunderts. Sein Name legt eine barbarische Herkunft nahe.